# Pyrilia
Pyrilia is een geslacht van vogels uit de familie Psittacidae (papegaaien van Afrika en de Nieuwe Wereld).

## Soorten
Het geslacht kent de volgende soorten:
- Pyrilia aurantiocephala  – Kaalkoppapegaai
- Pyrilia barrabandi  – Barrabands papegaai
- Pyrilia caica  – Caicapapegaai
- Pyrilia haematotis  – Roodoorpapegaai
- Pyrilia pulchra  – Rozewangpapegaai
- Pyrilia pyrilia  – Saffraankoppapegaai
- Pyrilia vulturina  – Gierpapegaai